# Vitellius
Aulus Vitellius (24. září 15 – 22. prosince 69 v Římě) byl římským císařem od 16. dubna 69 až do okamžiku svého úmrtí.
Vitellius se ujal vlády po smrti svých dvou předchůdců Galby a Othona v roce 69, známém jako „rok čtyř císařů“. Jako první císař připojil po uchopení moci ke svému jménu čestné cognomen Germanicus, na místo dosud obvyklého titulu caesar, který nabyl špatné pověsti v důsledku Neronových činů. Jeho nárok na trůn byl zanedlouho zpochybněn legiemi nacházejícími se ve východních provinciích, neboť ty provolaly za císaře svého velitele Vespasiana. V nastalém konfliktu Vitellius utrpěl ničivou porážku ve druhé bitvě u Bedriaka, načež byl ochoten vzdát se vlády. Nicméně po příchodu Vespasianových vojáků do Říma byl jimi zavražděn.

## Život

### Původ a rodina
Vitellius se narodil 24. září roku 15 jako syn Lucia Vitellia, jenž zastával celkem třikrát konzulát a byl Claudiovým kolegou v úřadu cenzora, a jeho manželky Sextilie. Suetonius zmiňuje dvě odlišné verze původu Vitelliova rodu. Podle první příslušel Vitellius k potomkům někdejších vládců Latia, zatímco podle druhé, méně příznivé, pocházeli jeho předkové z nízkých poměrů. Již v raném věku prý patřil k okruhu oblíbenců, jimiž se císař Tiberius obklopil na ostrově Capri. Později se vlivem lichocení a politické obratnosti domohl také přízně Caliguly, Claudia a Nerona.
Někdy před rokem 40 se Vitellius oženil s jistou Petronií, dcerou bývalého konzula Publia Petronia. Ta mu porodila jeho prvorozeného syna Petroniana Vitellia, údajně slepého na jedno oko. Zámožná Petronie ustavila syna svým dědicem, ovšem vymínila si jeho propuštění z otcovské moci. Vitellius s tím sice souhlasil, avšak brzy poté chlapce usmrtil, přičemž tvrdil, že se ho Petronianus chystal připravit o život. Když se následně Petronie s Vitelliem rozvedla, uzavřel manželství s Galerií Fundanou, jejíž otec Gaius Galerius působil jako správce Egypta. Společně měli dvě děti, syna pojmenovaného Aulus a dceru neznámého jména.

### Veřejná činnost, získání moci
Náklonnost císařů julsko-klaudijské dynastie zajistila Vitelliovi konzulát v roce 48 a jmenování prokonzulem Afriky roku 60 nebo 61. V této provincii pak sloužil jako legát v doprovodu svého mladšího bratra Lucia Vitellia, který se po něm stal zdejším místodržitelem. V mezičase byl pověřen výkonem dvou kněžských úřadů. Bez pochyby klíčový okamžik Vitelliovy politické kariéry představovalo jeho určení za správce Dolní Germánie, jímž ho císař Galba učinil koncem roku 68. Toto rozhodnutí zaskočilo všechny, včetně samotného Vitellia, nacházejícího se tehdy podle tvrzení Suetonia v tísnivé finanční situaci. Galba se patrně snažil snížit nebezpečí vypuknutí revolty mezi legiemi na Rýně, jejichž vojáci byli silně rozladěni císařovým odmítnutím odměnit je za jejich úlohu při potlačení Vindikova povstání. Vitellia si zvolil především kvůli jeho chybějícím vojenským zkušenostem a jeho pověsti muže se sklony k hazardu, alkoholu a obžerství. Galba předpokládal, že se Vitellius bude věnovat hlavně kořistění provincie, v této své domněnce se však zcela zásadně zmýlil. Vitellius si totiž záhy získal oblibu mezi podřízenými svou marnotratností a přehnanou vlídností, což mělo zhoubný dopad na disciplínu a pořádek ve vojsku.

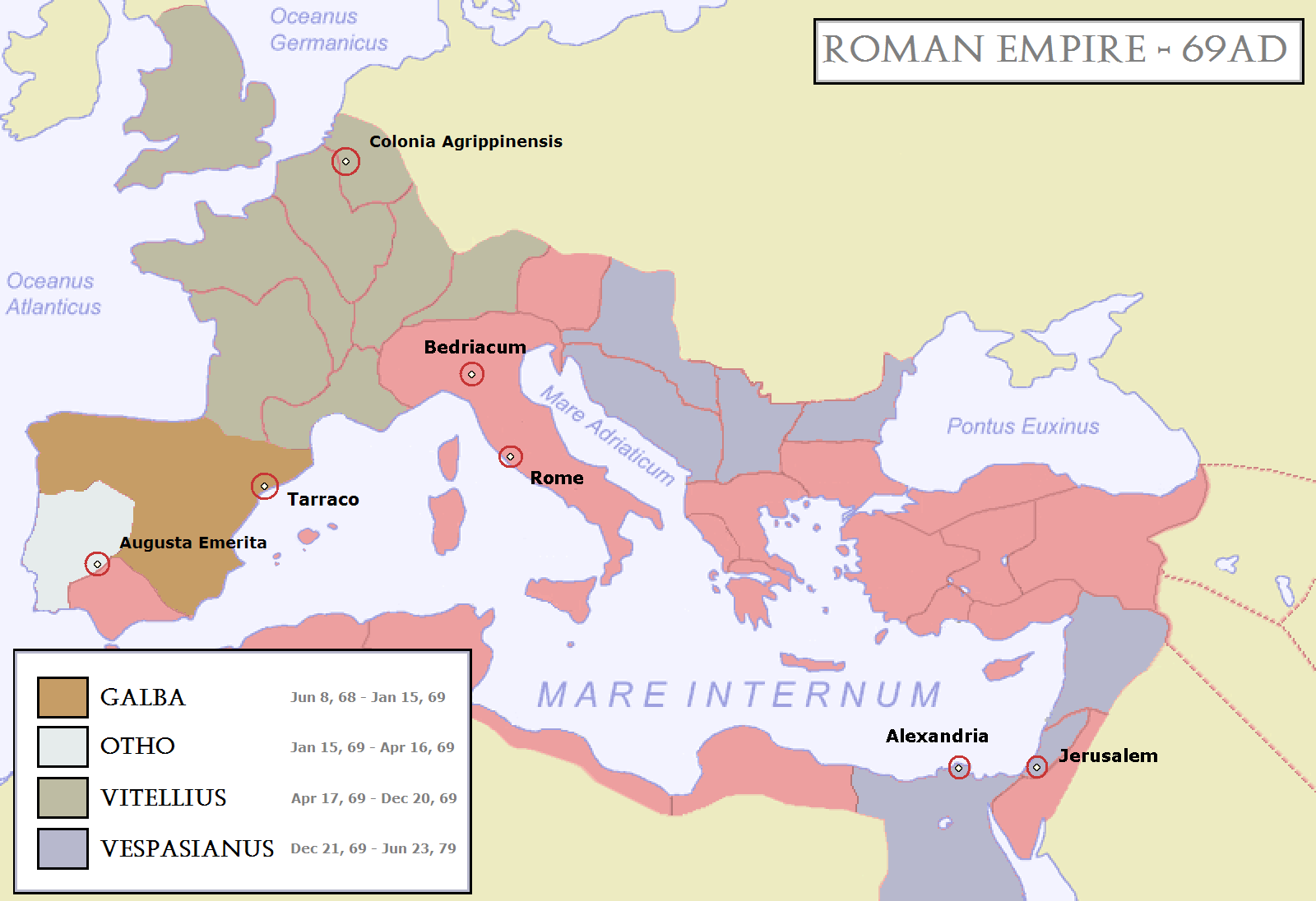
Mapa římské říše v „roce čtyř císařů“

Vzpoura započala 1. ledna 69, kdy legionáři v Horní Germánii odmítli obnovit slib loajality Galbovi a povalili jeho podobizny. Jakmile se Vitelliovi vojáci dozvěděli o tomto incidentu, 2. ledna prohlásili svého velitele z návodu legátů Fabia Valenta a Aula Caeciny Aliena císařem. K tomu došlo ve městě Colonia Agrippina (nynější Kolín nad Rýnem), v němž byl Vitellius obdarován mečem Julia Caesara, uloženým ve zdejším chrámu. Při této příležitosti přijal navíc čestné přízvisko Germanicus. Kromě sedmi legií dislokovaných v obou Germániích se na jeho stranu přidaly rovněž vojenské sbory rozmístěné v Galii, Británii a Raetii. Vitellius se zdráhal vypravit se osobně na Řím, protože byl v podstatě nevoják. Místo sebe tudíž vyslal Caecinu a Valenta jako velitele dvou početných armád. Caecina spěchal se svými oddíly na jih podél východních hranic Galie, zatímco Valens se při postupu poněkud zdržel, neboť shromažďoval posily v okolních provinciích. Již před příchodem Vitelliových vojsk do Itálie byl Galba svržen Othonem, který se stal novým císařem. V březnu se Caecinovi a Valentovi úspěšně podařilo zdolat Alpy, načež spojili své síly u města Cremona, severně od řeky Pádu. Nedaleko odtud se potom střetli s Othonovými muži, nad nimiž zvítězili v první bitvě u Bedriaka. Otho po obdržení zprávy o své porážce spáchal 16. dubna sebevraždu a tři dny na to složili vojáci v Římě přísahu věrnosti Vitelliovi. Taktéž římský senát ho uznal císařem.
Když se Vitellius doslechl o tomto vývoji, okamžitě se odebral z Galie do Říma. Samotná cesta do Itálie se podle líčení pramenů změnila v takřka nepřetržité orgiastické oslavy spojené s nadměrným požíváním alkoholu a pokrmů. Značně uvolněná kázeň armády tím byla ještě dále oslabena, takže do Říma vstoupil Vitellius v čele naprosto nevázaných a nedisciplinovaných zástupů vojáků. Při pochodu učinil zastávku ve městě Lugdunum (Lyon), v němž prezentoval legiím svého šestiletého syna jako svého budoucího nástupce. Poté, co dorazil do Cremony, navštívil místo nedávné bitvy, kde si s potěšením prohlédl mrtvá těla svých pobitých nepřátel. Nařídil také usmrcení více než stovky lidí, kteří se ve snaze zavděčit se Othonovi hlásili k zabití Galby. Pretoriánskou gardu nechal rozpustit a nahradit muži z germánských legií požívajících jeho plné důvěry. Do funkcí pretoriánských prefektů byli pak dosazeni přívrženci vítězných vojevůdců Caeciny a Valenta.

### Vláda
Na přelomu června a července vtáhl Vitellius s veškerým svým doprovodem a vojáky do hlavního města. Následné mocenské změny probíhaly o poznání méně dramaticky, než jak se všeobecně očekávalo, jelikož počet zadržených a popravených byl vcelku nízký. Většinu úřadů si podrželi jejich stávající vykonavatelé a Salvius Titianus, Othonův bratr, zastávající čelné postavení v předchozím režimu, byl spolu s mnoha jinými omilostněn. Vitellius projevoval umírněnost a jenom pozvolna se chápal svých kompetencí. Dokonce se zdráhal přijmout tradiční titul princeps, nicméně to mu nebránilo prohlásit se doživotním konzulem. Účastnil se zasedání senátu a pokračoval v obvyklé praxi poskytování zábavy římskému lidu. Tacitus se zmiňuje o dvou přínosných opatřeních zavedených Vitelliem, jež přetrvala svého původce. Centurionům bylo zakázáno vyžadovat od řadových vojáků úplatky výměnou za udělení dovolené či zproštění běžných povinností. Výkon císařské administrativy dosud obvykle svěřovaný propuštěncům začal být přenecháván jezdcům, což naznačuje rostoucí profesionalizaci státní byrokracie. Vitellius přesto částečně napodobil Galbu, protože za svého blízkého rádce si zvolil propuštěnce Asiatika. Kvůli zabezpečení své pozice odeslal legie loajální Othonovi zpět do svých původních posádek, případně je odvelel do odlehlých provincií. Navzdory tomu pociťovali poražení vojáci, obzvláště z podunajských provincií, i nadále rozmrzelost a odpor k Vitelliovi.
Suetonius, jehož otec bojoval u Bedriaka na straně Othona, vnímal Vitelliovu vládu v nepříznivém světle. Ve svém díle mu vytýká netečnost, lenost a pohodlnost a poznamenává, že vykazoval jisté náznaky moudrého panování, avšak jeho stoupenci ho sváděli ke špatnostem, čímž upozaďovali jeho přednosti. Vitelliovi ale leckdy nezbývalo než vyhovět požadavkům vlastních vojáků, jejichž zásluhou dosáhl trůnu. Ostatní historikové, konkrétně Tacitus a Cassius Dio, oponují některým Suetoniovým tvrzením, ačkoli ani jejich vylíčení Vitellia nevyznívá příliš pozitivně.

### Flaviovská revolta a smrt

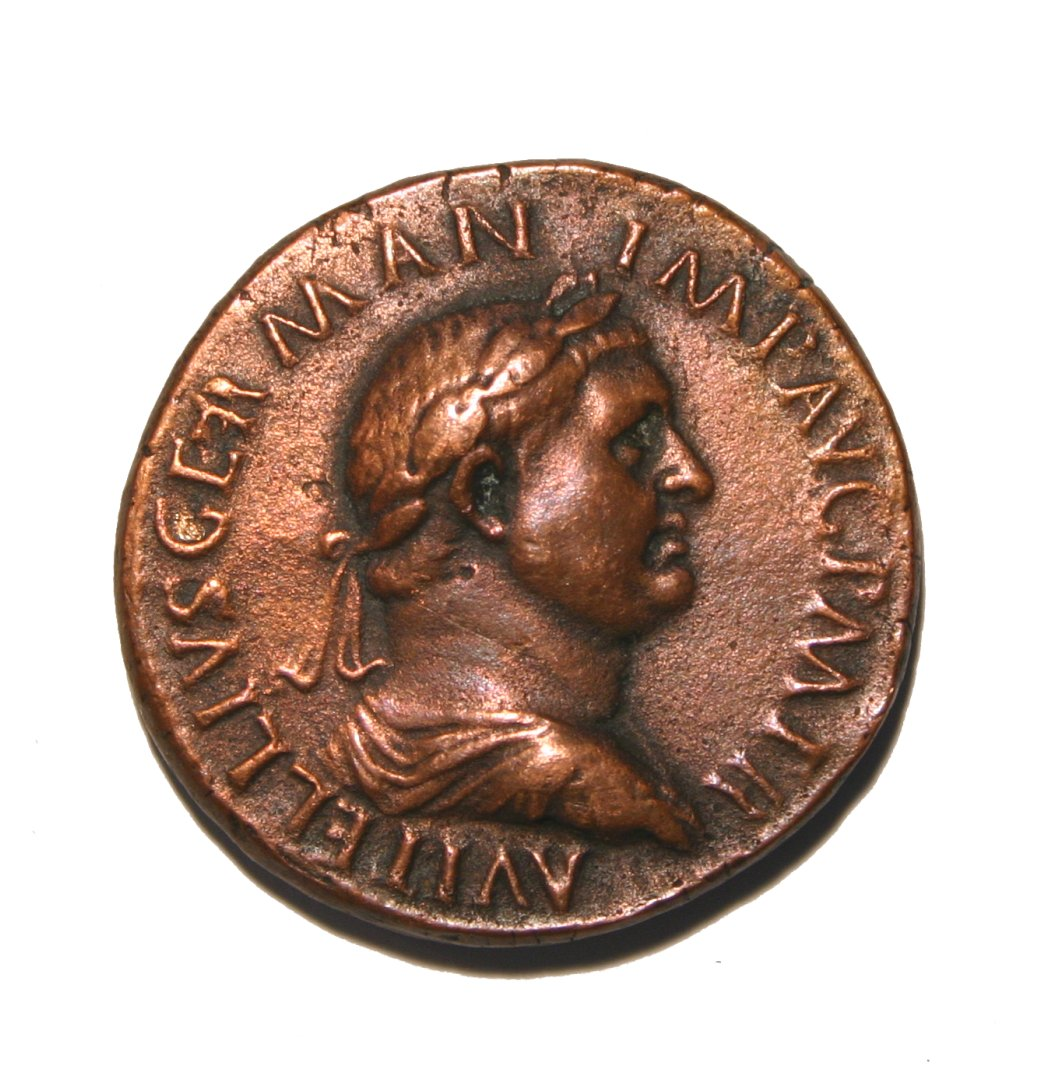
Mince s Vitelliovým portrétem

Vitelliovu panování v Římě bylo souzeno jenom krátké trvání. V červenci 69 se vzbouřila vojska v Egyptě, Sýrii a Judeji, jež si za císaře zvolila Tita Flavia Vespasiana, zkušeného a respektovaného vojevůdce disponujícího širokou podporou. Zatímco se Vespasianus věnoval upevňování své moci v Egyptě, vypravil se jeho spojenec a syrský místodržitel Gaius Licinius Mucianus na západ. Dříve, než tam stihl dorazit, přiklonili se k Vespasianovi rovněž Marcus Antonius Primus a Cornelius Fuscus, jimž podléhaly legie na Balkáně. Třebaže jejich vojenské síly byly ve srovnání s Vitelliovými zhruba poloviční, Primus, odhodlaný zabránit svým protivníkům v přísunu posil ze severu, spěšně překročil Julské Alpy a vpadl do Itálie. Vitelliova pozice byla ještě oslabena Valentovou vážnou nemocí a Caecinovým pokusem přesvědčit legionáře, aby přešli na stranu Vespasiana. Jeho vlastní podřízení ho ale zadrželi a uvrhli do želez.
Caecinova armáda postrádající vojevůdce, jelikož Vitellius pobýval v Římě, poté postoupila ke Cremoně. Antonius Primus tábořící nedaleko odtud vyrazil se svými muži vstříc Vitelliově vojsku, s nímž se 24. října srazil ve druhé bitvě u Bedriaka. V úporném střetnutí dosáhli převahy Vespasianovi vojáci, kteří stíhali prchající vitelliovce do Cremony. Toto město bylo potom po dobu čtyř dnů nemilosrdně drancováno a pleněno vítězi. Od Vitellia odpadlo také loďstvo v Misenu a v Dolní Germánii se proti Římanům vzbouřili Batavové vedení Gaiem Juliem Civilem. Uzdravený Valens vyplul po moři do Galie, aby zde shromáždil nové síly, přičemž byl zajat a popraven. Vitellius zkusil zablokovat apeninské průsmyky, ovšem jím vyslané vojsko se 17. prosince vzdalo bez boje postupujícím flaviovským oddílům u Narnie. Za této bezvýchodné situace se Vitellius pokusil abdikovat a zachránit sebe a svou rodinu. Jeho příznivci a římský lid ho však přinutili vrátit se zpět do paláce. Titus Flavius Sabinus, Vespasianův starší bratr a tehdejší městský prefekt, jenž přesvědčil Vitellia k odstoupení, měl v úmyslu převzít kontrolu nad Římem. Vitelliovi germánští strážci mu v tom zabránili a posléze ho společně s mnoha jinými lidmi zabili na Kapitolu, kam se před nimi stáhl. Tamější chrám Jova Nejlepšího a Největšího byl při tom zapálen, načež shořel do základů.
20. prosince vtáhla vítězná flaviovská armáda do Říma, v němž ji uvítal odpor místního obyvatelstva. Vitellius nejprve uvažoval o útěku do Kampánie, nakonec se ale rozhodl setrvat v paláci. Podle Tacita se oblečen v hadrech schoval v obydlí císařského vrátného a pro jistotu zabarikádoval vchod. Z tohoto úkrytu byl vytažen příchozími Primovými vojáky, kteří ho pak polonahého odvlekli na Forum, kde byl svržen z Gemonských schodů. Suetonius dodává, že jeho tělo bylo vrženo do Tibery. Podle podání Cassia Diona byla mrtvému Vitelliovi uťata hlava, jež byla ukazována ve městě. Usmrceni byli taktéž Vitelliův bratr a syn.

## Hodnocení
Vitellius byl ze strany antických dějepisců podroben značné kritice. Přestože byl velice nenasytný člověk, jeho popis jako lhostejného, ukrutného a výstředního jedince nejspíše nekoresponduje se skutečností, neboť vychází z líčení nepřátelské propagandy. Navzdory negativnímu vyobrazení v pramenech se Vitellius těšil u římského lidu určité popularitě. Třebaže se ocitl pod silným vlivem vojáků, za počátek své vlády pokládal okamžik svého uznání senátem. Zpočátku vystupoval velmi zdrženlivě v užívání titulů caesar a augustus, a ačkoli od toho později upustil, nikdy se oficiálně nenechal znázornit na mincích jako caesar. I přes umírněné sklony projevující se v jeho panování ho chybějící zkušenosti s velením armádě činily závislým na dvou vzájemně znesvářených generálech, na něž musel spoléhat v kritických okamžicích. Následkem toho nepředstavoval pro Vespasiana rovnocenného soupeře, a ponižující okolnosti jeho smrti se tudíž staly příhodným vyústěním jeho předchozí neúspěšné vlády.